# Carlos Mendieta
Carlos Mendieta y Montefur (4 tháng 11 năm 1873 – 27 tháng 9 năm 1960) là chính khách người Cuba và là Quyền Tổng thống Cuba từ năm 1934 cho đến năm 1935.
Là đối thủ chính của Gerardo Machado, Mendieta được chọn làm Quyền Tổng thống Cuba vào năm 1934 sau cuộc đảo chính do Fulgencio Batista lãnh đạo. Trong nhiệm kỳ tổng thống của ông, phụ nữ giành được quyền bầu cử và Tu chính án Platt bị hủy bỏ. Mendieta từ chức năm 1935 sau khi tình trạng bất ổn vẫn tiếp diễn.

## Đời tư
Ông kết hôn với Carmela Ledon (? - 20 tháng 7 năm 1942) và họ có một người con tên là Carmen Mendieta-Ledon về sau lấy Calixto Garcia Velez.